# منزل محمد علي باشا (اليونان)
منزل محمد علي باشا هو مبنى عثماني يقع في كافالا، تم بناؤه بين الأعوام 1780 و1790، تبلغ مساحته 330 مترًا مربعًا، وكان أكبر منزل في بلدة كافالا في تلك الفترة، ويعتبر أحد أروع الأمثلة الأثرية الباقية من العمارة العثمانية في القرن الثامن عشر في اليونان، والذي يجمع بين البساطة والعظمة. تم تصميمه من قبل النحات الشهير قسطنطين ديميترياديس. تميز المنزل بموقعه الذي يطل على ميناء كافالا، وعلى الخليج من جهة أخرى. تم القيام بأعمال ترميم على المبنى الأصلي والحديقة والمنطقة المحيطة بها في مطلع القرن التاسع عشر برعاية الدولة المصرية وبدعم من العائلة المالكة المصرية.

## العمارة
قام والد محمد علي باشا بإنشاء المنزل في في منطقة أثرية مرتفعة، يتكون المنزل من طابقين يشكلان وحدتين متصلتين ببعضهما البعض وتتواصلان في مستوى الطابق الأول، وهي الحرملك الذي يضم المناطق الأكثر خصوصية التي تستخدمها الأسرة ككل، وأجنحة النساء، والسلاملك وهي مساكن الرجال، ويوجد طابق سفلي للخدم بالإضافة إلى وجود غرفة دفن مجهزة. يمثل المنزل سمات العمارة العثمانية ويعكس الثراء النادر في ذلك العصر.
يتوجه تصميم المنزل إلى الداخل، وهو ما يعكس الخصوصية في التصاميم العثمانية، التي تركز على الحفاظ على خصوصية المساحة المفتوحة والمغلقة، وخاصة منطقة الحرملك، كانت أماكن المعيشة الرئيسية في الطابق الأول حيث أن الغرف في الجانب الغربي والأريكة في الجانب الجنوبي، بينما كانت مناطق الخدمة في الطابق الأرضي، وتميزت بعض الغرف بالزخارف التفصيلية والمبالغة، وكانت توجد مدافئ في جميع الغرف وهو أمر غير معتاد في ذلك الوقت، وذلك دليلاً على الترف والفخامة النادرة للمباني في القران الثامن عشر بالإضافة إلى النوافذ الزجاجية. احتوى الطابق الأرضي على مطابخ واسطبلات، واحتوى الطابق الثاني على سكن العائلة مع مرافق منفصلة للرجال والنساء، ومقر الباشا الخاص، وحمام تقليدي. كما أحاط المنزل حدائق واسعة من عدة جهات،منها جزء احتوى على قبر والدة محمد علي المحفوظ في الموقع، وتمثال الفروسية الذي يظهر فيه وهو يمتطي حصانه واضعًا سيفه في غمده أثناء عودته إلى وطنه، ويوجد تمثال ممثال له في مصر.
تم تحويل منزل محمد علي إلى متحف ما زال موجود لليوم، تميز بديكور تصميم داخلي بسيط، وبعض الأثاث والأشياء الباقية كالسجاد والفخارالتي تُعرض بالغرف لإعطاء الطابع الأصلي القديم للمنزل.